# Batalla de Tierra Blanca

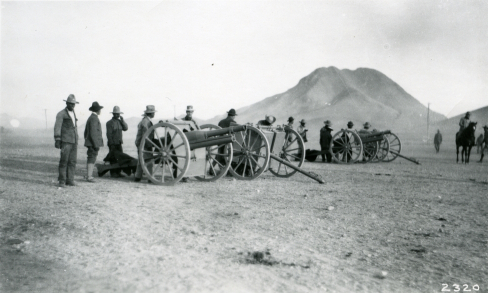
Batalla de Tierra Blanca

La batalla de Tierra Blanca fue un hecho de armas en el marco de la Revolución mexicana. La batalla significó una gran victoria para las fuerzas comandadas por Francisco Villa sobre las fuerzas de José Inés Salazar, comandante de las fuerzas leales a Victoriano Huerta.
Los dos ejércitos contaban con igual número de hombres, aunque las fuerzas federales de Salazar eran en teoría una tropa más disciplinada, y contaban con una mejor artillería que la de los revolucionarios. La batalla comenzó el 23 de noviembre de 1913. El resultado del primer día de combate fue bastante indeciso. 
En el segundo día, la caballería villista abrumó a las tropas de Salazar. Esto, combinado con la misión que tuvo el general Rodolfo Fierro de generar una explosión al armamento enemigo detrás de la línea de combate, definió la victoria villista causando el colapso de las fuerzas federales.